# Маткевич Анатолій Анатолійович
Анатолій Анатолійович Маткевич (нар. 17 червня 1977, Дніпропетровськ, УРСР) — український футболіст, захисник.

## Життєпис
Почав кар'єру в кіровоградській «Зірці». Пізніше грав за безліч українських клубів: «Металург» (Новомосковськ), «Гірник-спорт», «Кремінь», «Металург» (Запоріжжя), «Дніпро» (Дніпропетровськ), «Нафком».
На початку 2002 року став гравцем криворізького «Кривбасу», де навесні 2004 року він був відданий в оренду житомирському «Поліссю». Взимку 2005 року перейшов у сімферопольську «Таврію», в команді дебютував 1 березня 2005 року в матчі проти бориспільського «Борисфена» (2:1). У січні 2006 року отримав статус вільного агента і перейшов у «Кримтеплицю» з села Молодіжного. Пізніше в 2007 році виступав за сирійський клуб «Аль-Іттіхад» з міста Алеппо. Пізніше повернувся в Україну, в чернігівську «Десну». Другу половину сезону 2007/08 років провів у кіровоградському «Олімпіку». Влітку 2008 року перейшов в луганський «Комунальник», але через проблеми клуб припинив своє існування. А Маткевич перейшов в узбецький клуб «Насаф» з міста Карші. У січні 2010 року перейшов до молдовської «Дачії» (Кишинів). Влітку 2010 року він повернувся в Україну, де підписав контракт з МФК «Миколаєвом». Наприкінці листопада 2011 року залишив склад «корабелів». На початку 2012 року підписав контракт з ФК «Суми», але наприкінці червня залишив команду. Того ж року перейшов до тернопільської «Ниви», в складі якої й завершив кар'єру футболіста.